# 에릭 하건

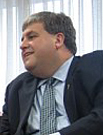

에릭 데이비드 하건(영어: Eric David Hargan, 1968년 6월 3일 ~ )은 미국의 법조인, 정무직 공무원으로 2017년 10월 6일부터 2021년 1월 20일까지 보건복지부 차관이었다. 공화당원인 그는 조지 워커 부시 대통령 시절이던 2007년에도 보건복지부 차관을 지낸 바 있다.
2017년 10월 10일, 도널드 트럼프 대통령은 하건을 임시 보건복지부 장관으로 임명했으며, 이후 2018년 1월 29일 알렉스 에이자가 취임할 때까지 직을 수행했다.